# Hybos mediocris
Hybos mediocris är en tvåvingeart som beskrevs av Frey 1953. Hybos mediocris ingår i släktet Hybos och familjen puckeldansflugor.
Artens utbredningsområde är Myanmar. Inga underarter finns listade i Catalogue of Life.